# Borophaginae
Sous-famille
Tribus de rang inférieur
- Phlaocyonini
- Borophagini

Répartition géographique
Les Borophaginés (Borophaginae) plus connus sous le nom de « chiens broyeurs d'os » forment une sous-famille éteinte de canidés. Ils étaient endémiques en Amérique du Nord de l'Oligocène au Pliocène il y a environ entre −33,3 et −2,5 Ma (millions d'années).

## Origine
Les Borophaginae, apparemment descendus de la sous-famille des Hesperocyoninae, ont évolué pour devenir beaucoup plus grands que leurs prédécesseurs, et ont occupé un vaste éventail de créneaux à la fin du Néogène en Amérique du Nord.
Certaines espèces de borophaginés étaient grands comme des lions des temps modernes, d'autres aussi petits que les ratons laveurs ou des coyotes, et étaient omnivores.

## Classification
Taxonomie des Borophaginae, d'après Wang et al.
- Famille Canidae
  - Sous-famille †Borophaginae
    - †Archaeocyon 33—26 Ma, a existé 7 millions d'années
    - †Oxetocyon 33—28 Ma, a existé 4 millions d'années
    - †Otarocyon 34—30 Ma, a existé 4 millions d'années
    - †Rhizocyon 33—26 Ma, a existé 4 millions d'années
    - Tribu †Phlaocyonini 33—13 Ma, a existé 20 millions d'années
      - †Cynarctoides 30—18 Ma, a existé 12 millions d'années
      - †Phlaocyon 30—19 Ma, a existé 11 millions d'années

    - Tribu †Borophagini 30—3 Ma, a existé 27 millions d'années
      - †Cormocyon 30—20 Ma, a existé 10 millions d'années
      - †Desmocyon 25—16 Ma, a existé 9 millions d'années
      - †Metatomarctus 19—16 Ma, a existé 3 millions d'années
      - †Euoplocyon 18—16 Ma, a existé 2 millions d'années
      - †Psalidocyon 16—13 Ma, a existé 7 millions d'années
      - †Microtomarctus 21—13 Ma, a existé 7 millions d'années
      - †Protomarctus 20—16 Ma, a existé 4 millions d'années
      - †Tephrocyon 16—14 Ma, a existé 2,7 millions d'années
      - Sous-tribu †Cynarctina 20—10 Ma, a existé 10 millions d'années
        - †Paracynarctus 19—16 Ma, a existé 3 millions d'années
        - †Cynarctus 16—12 Ma, a existé 4 millions d'années

      - Sous-tribu †Aelurodontina 20—5 Ma, a existé 15 millions d'années
        - †Tomarctus 23—16 Ma, a existé 7 millions d'années
        - †Aelurodon 16—12 Ma, a existé 4 million d'années

      - Sous-tribu †Borophagina
        - †Paratomarctus 16—5 Ma, a existé 11 millions d'années
        - †Carpocyon 16—5 Ma, a existé 11 millions d'années
        - †Protepicyon 16—12 Ma, a existé 2,7 millions d'années
        - †Epicyon 12—10 Ma, a existé 2 millions d'années
        - †Borophagus (=Osteoborus) 12—5 Ma, a existé 7 millions d'années

Phylogénie d'après Wang et al. (1999) :
- Canidae
  - Hesperocyoninae
  - 
    - Caninae
    - Borophaginae
      - Archaeocyon
      - Oxetocyon
      - Otarocyon
      - 
        - Rhizocyon
        - 
          - Phlaocyonini
            - Cynarctoides
            - Phlaocyon

          - Borophagini
            - Cormocyon
            - 
              - Desmocyon
              - 
                - Cynarctina
                  - Cynarctus
                  - Paracynarctus

                - 
                  - Metatomarctus
                  - 
                    - Euoplocyon
                    - 
                      - Psalidocyon
                      - 
                        - Microtomarctus
                        - 
                          - Protomarctus
                          - 
                            - Tephrocyon
                            - Aelurodontina
                              - Aelurodon
                              - Tomarctus

                            - Borophagina
                              - Paratomarctus
                              - 
                                - Carpocyon
                                - 
                                  - Protepicyon
                                  - 
                                    - Borophagus
                                    - Epicyon